# Taro Shoji
Tarō Shōji  (東海林 太郎 Shōji Tarō?,  11 de diciembre de 1898 – 4 de octubre de 1972) fue un cantante popular japonés de ryūkōka.

## Primeros años
Shōji nació en Akita, prefectura de Akita. Su padre era un empleado de la compañía del Ferrocarril del Sur de Manchuria, y sus padres se mudaron a Manchukuo, dejándolo en Japón para ser criado por su abuela, quien le enseñó a tocar el violín. Se graduó en el Departamento de Comercio de la Universidad de Waseda, donde se especializó en economía marxista. Se casó poco antes de la graduación de estudios de pregrado, y fue empleado por la División de Investigación de los Ferrocarriles del Sur de Manchuria en la terminación de su grado en 1923. Su trabajo principal en los Ferrocarril del Sur de Manchuria estaba en la sindicación; Sin embargo, sus puntos de vista altamente izquierdistas alienaron tanto a sus jefes como al ejército imperial japonés, y fue apartado a una biblioteca. Después de siete años en Manchukuo, regresó a Japón, donde su hermano dirigía un restaurante chino cerca de la Universidad de Waseda.

## Carrera musical
Shōji hizo su debut como cantante de grabación en 1933. Intentó convertirse en un cantante occidental de barítono clásico, pero finalmente se convirtió en un cantante popular. Su primer gran éxito popular fue con la canción canción Akagi no Komoriuta (赤城の子守唄 Akagi Lulaby?) escrito sobre Kunisada Chūji. La canción fue lanzada en 1934 y vendió 400.000 copias. Esta canción se convirtió en un modelo para muchos cantantes menos conocidos en la década de 1930 y principios de 1940 sobre música trágica de antihéroes japoneses.
De 1934 a 1936, la joven actriz Hideko Takamine y su madre vivieron con Shōji, aunque ella rechazó su oferta para adoptarla formalmente. Después de la Segunda Guerra Mundial, muchas de sus canciones fueron prohibidas por las fuerzas de ocupación estadounidenses por ser demasiado nacionalistas. En los años 60, su renombre renació, montando una onda de la nostalgia para las canciones del período temprano Shōwa. Shōji apareció cuatro veces en la Kōhaku Uta Gassen de la NHK, comenzando con la primera emisión en 1951, seguida por 1955, 1956 y 1965. Se presentó en el Asakusa International Theatre en 1957 y en 1963 se convirtió en presidente honorario de la Asociación de Vocalistas de Japón en 1963. Fue galardonado con el premio "reconocimiento especial" en el Japan Record Awards en 1965 y la 4.ª clase de la Orden del Sol Naciente en 1969. Shōji sufría de cáncer. Sin embargo, se recuperó de la enfermedad en 1964. Murió de una hemorragia cerebral en 1972.

## Discografía parcial
- Egasa Higasa (絵傘日傘 Graphic umbrella Sun umbrella?): 1933
- Akagi no Komoriuta (赤城の子守唄 Berceuse of Akagi?): 1934
- Kurai Nichiyōbi (暗い日曜日?  Versión de Gloomy Sunday): 1936
- Mugi to Heitai (麦と兵隊 Wheat and Soldier?): 1938
- Butaichō to Heitai (部隊長と兵隊 Unit Commander and Soldier?): 1938 con Bin Uehara
- Senjō Hatsu Butai (戦場初舞台 Battleground First Stage?): 1940
- Gunkoku Maiougi (軍国舞扇 Militarist Dancer Fan?): 1941[6]